# 甘肃省作家协会
甘肃省作家协会，简称甘肃省作协，是中华人民共和国甘肃省作家组成的专业性人民团体，也是中国作家协会的团体会员。

## 历史沿革
1954年12月，成立甘肃省文学艺术工作者联合会（甘肃省文联），设有文学工作者协会。
1958年7月，成立中国作家协会兰州分会，召开第一次代表大会，选举李季任主席，闻捷、李秀锋任副主席，讨论制定《中国作家协会兰州分会章程》。创办《敦煌文艺丛刊》 和《红旗手》文学月刊。
1959年6月，与甘肃省文联合署办公。1961年9月，并入甘肃省文联，对外保留牌子。
1969年1月，甘肃省革命委员会决定撤销甘肃省文联，作协也随之消失。1978年8月，作协恢复。
1978年11月，改称中国作家协会甘肃分会。
1991年9月1日，改称甘肃省作家协会。

## 组织机构
专业委员会
- 创作指导委员会
- 文学编辑委员会
- 小说创作委员会
- 散文创作委员会
- 诗歌创作委员会
- 报告文学和纪实文学创作委员会
- 文学评论委员会
- 军事文学创作委员会
- 通俗文学创作委员会
- 青年文学创作委员会
- 作家权益保障委员会
- 少数民族文学创作委员会
- 儿童文学创作委员会
- 女作家联谊会
- 老作家联谊会
- 外国文学翻译委员会

## 历届组成人员

### 第一届
- 任期：1958年7月－1980年9月
- 主席：李季、武玉笑（1978年11月任）
- 副主席：闻捷、李秀峰、徐刚（1978年11月任）、赵燕翼（1978年11月任）、刘让言（1978年11月任）
- 常务理事：吴坚、李季、闻捷、李秀峰、赵戈

### 第二届
- 任期：1980年9月－1990年11月
- 主席：武玉笑
- 副主席：赵燕翼、刘让言、丹正贡布、谢昌宇、于辛田、杨文林、曹杰、尉立青

### 第三届
- 任期：1990年12月－2000年5月
- 主席：高平
- 名誉主席：刘让言、于辛田
- 副主席：曹杰（驻会）、伊丹才让、吴小美、赵之询、翟禹钟、李文衡、景风、徐绍武、何来、朱秋云（驻会）、张锐、王兰玲、张弛、李禾（驻会）
- 秘书长：郭浚卿

### 第四届
- 任期：2000年5月－2010年11月
- 主席：王家达
- 名誉主席：高平
- 副主席：柏原（驻会）、尕藏才旦、郭浚卿（专职）、张弛、陈德宏、李斌奎、姜安、邵振国、李学艺、林然、姚学礼、魏珂、马步斗、闫强国
- 秘书长：刘秋菊

### 第五届[4]
- 任期：2010年11月－2015年11月
- 主席：邵振国
- 名誉主席：高平、王家达
- 副主席：魏珂（常务）、陈开红、叶洲、刘夏萍、牛庆国、铁穆尔、马青山、闫强国、张驰、毛树林、范文、宗满德、马步升、程金城
- 秘书长：

### 第六届
- 任期：2015年11月－
- 主席：马步升
- 副主席：魏珂（常务）、罗玉琴（驻会）、马青山、牛庆国、叶洲、任真、刘夏萍、陈开红、陈玉福、赵淑敏、铁穆尔、高凯
- 秘书长：陈昊

### 第七届
时间：2020-06-01
- 名誉主席：高  平、邵振国、马步升

- 顾问：陈玉福、罗玉琴、魏  珂

- 主席：叶洲

- 副主席：牛庆国、刘夏萍、陈开红、铁穆尔、高  凯、滕  飞 、马宇龙、云  宏、严英秀、李学辉、阎强国、蔡  强